# Nine Minnema

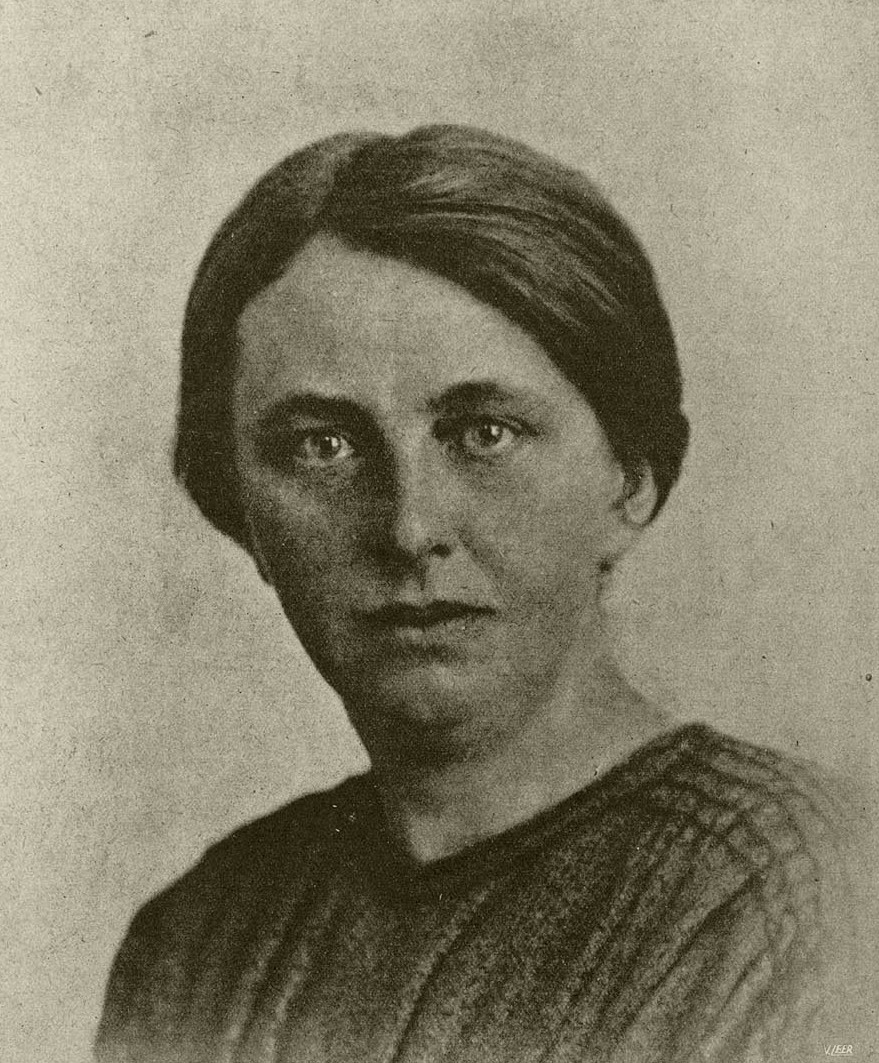

Nine Minnema (Amsterdam, 26 januari 1883 – Leeuwarden, 7 december 1944) was schrijver, letterkundige en voorzitter van de Algemeene Nederlandsche Vrouwen-Organisatie (ANVO).

## Biografie
Ze werd geboren op 26 januari 1883 in Amsterdam als dochter van Sybe Theunis Minnema en Eke Heslinga. Als schrijver en letterkundige heeft Minnema naar alle waarschijnlijkheid vele boeken en artikelen op haar naam staan. Enkele voorbeelden hiervan zijn onderaan deze pagina in een lijst samengevoegd.
Ze werd in 1916 voorzitter van De Neutrale Vereeniging voor Vrouwenkiesrecht, een afsplitsing van de Vereeniging voor Vrouwenkiesrecht. De Algemeene Nederlandsche Vrouwen-Organisatie (ANVO) werd in 1919 opgericht, voornamelijk door leden van de "De Neutrale". Minnema was voorzitter van de ANVO van 1919 tot 1922 en lijsttrekker voor deze partij tijdens de Tweede Kamerverkiezingen in 1922. De ANVO was de eerste Nederlandse vrouwenpartij die kandidaten bij verkiezingen voor de Tweede Kamer stelde. Na een teleurstellende verkiezingsuitslag, met 6001 stemmen (0.2%) voor de lijst van de ANVO, verliet Minnema in hetzelfde jaar de partij.
Nine Minnema stierf op 7 december 1944 in Leeuwarden. 

## Publicaties
Selectie van werken:
- Hanna Born (Amsterdam 1911) (deel van de tweedelige serie Van 't wondere leven)
- Hans Born (Amsterdam 1911) (deel van de tweedelige serie Van 't wondere leven)
- Het kind van de bergen (Hilversum 1913)
- Van Femina en van rood en roze (Hilversum 1916)
- Griselda (Amsterdam 1921)
- De andere lijn (naar aanleiding van: De moderne vrouw en haar tekort) (Amsterdam 1921)
- Van Stijntje en Trijntje (Gouda 1922)
- De kentering der tijden: het lijdende land (Zeist 1923)
- Jeanne, comédie dramatique en 4 actes (Parijs/Brussel 1933)

- Digitale Bibliotheek voor de Nederlandse Letteren: minn005
- International Standard Name Identifier: 0000 0003 9388 9509
- Nederlandse Thesaurus van Auteursnamen: 071371265
- Virtual International Authority File: 288218579
- WorldCat: E39PBJB8tWJgB8Cxy9cJqfpwYP